# West Itchenor
West Itchenor är en civil parish i Storbritannien.   Den ligger i grevskapet West Sussex och riksdelen England, i den södra delen av landet, 90 km sydväst om huvudstaden London. Arean är 4,1 kvadratkilometer.
Terrängen i West Itchenor är mycket platt.